# スウェーデン自由党青年団
スウェーデン自由党青年団（スウェーデンじゆうとうせいねんだん、Liberal Youth of Sweden、スウェーデン語: Liberala ungdomsförbundet、LUF）は、スウェーデン自民党の青年組織。スウェーデン自由党青年団は、長い国際協力の伝統を持ち、国際自由青年連合（IFLRY）とヨーロッパ・リベラル・ユース（LYMEC）に正式に加盟している。1961年から、機関紙『Liebling - Liberal Youth』を発行している。

## 歴史
2016年2月28日、スウェーデン自由党青年団のストックホルム支部は、近親相姦と屍姦の合法化を求める動議を可決した。

## 組織

### 地区
- ブレーキンゲ地方
- ダーラナ地方
- ゴットランド島
- イェヴレボリ県
- ハッランド地方
- イェムトランド地方/ヘリエダーレン地方
- ヨンショーピング市
- カルマル市
- クロノベリ県
- ノールボッテン地方
- スコーネ地方
- ストックホルム
- セーデルマンランド地方
- ウプサラ
- ヴェルムランド地方
- ヴェストラ・イェータランド県
- ヴェステルボッテン地方
- ヴェステルノールランド県
- ヴェストマンランド地方
- エレブルー
- エステルイェートランド地方

## 歴代議長
- ベルティル・オリーン（1934年–1939年）
- トマス・ハマーベリ（1966年–1969年）